# Rhytiphora antennalis
Rhytiphora antennalis är en skalbaggsart som beskrevs av Stefan von Breuning 1938. Rhytiphora antennalis ingår i släktet Rhytiphora och familjen långhorningar. Inga underarter finns listade i Catalogue of Life.